# Lissy Lind
Lissy Lind, pseudonimo di Elisabeth Krüger, detta Lissi, Lizzy o Lia Lind (Dresda, 3 ottobre 1884 – Berlino, 31 agosto 1936 circa), è stata un'attrice tedesca.

## Biografia
Nacque nel 1884 come Elisabeth Flach, figlia illegittima di Anna Marie Emilie Flach. Nel 1885 la madre sposò l'architetto e ispettore edile George Gottfried Krüger, che nello stesso anno riconobbe Lissy come sua figlia, dandole quindi il proprio cognome.
Debuttò come attrice teatrale con il nome di Lissy Krüger nel 1908 al Teatro di Gera. Lavorò anche a Dresda, Stettino e Königsberg per poi arrivare a Berlino nel 1911.
Nel 1912 intraprese una carriera nel mondo del cinema muto con lo pseudonimo "Lia Lind", datole da Oskar Messter. L'attrice dovette poi cambiarlo in "Lissy Lind" per motivi legali. Nel 1914 sposò l'attore e regista Siegfried Philippi, più vecchio di lei di tredici anni. Lind recitò in ruoli da protagonista in 30 film muti, più volte sotto la direzione del marito.
Dal 1921 tornò a lavorare per lo più nel teatro. A seguito della salita al potere di Hitler nel 1933, i coniugi incontrarono sempre più difficoltà per via delle origini ebraiche di Siegfried Philippi e Lind non poté più lavorare come attrice.
Lind visse gli ultimi anni della sua vita in povertà e dimenticata dal pubblico. Il suo cadavere fu rinvenuto nel suo appartamento a Berlino il 31 agosto 1936, appena sei mesi dopo la morte del marito. Non si conosce la data esatta della sua morte, né si può escludere il suicidio.

## Filmografia
- Die Hohe Schule, regia di Hans Oberländer (1912)
- Der Schatten des Meeres, regia di Curt A. Stark (1912)
- Gequälte Herzen, regia di Hans Oberländer (1912)
- Flüchtiges Glück (1912)
- Statistinnen des Lebens, regia di Hans Oberländer (1913)
- Der Theaterbrand (1913)
- Zurückerobert, regia di Hans Oberländer (1913)
- Tangofieber, regia di Carl Wilhelm (1913)
- Narren der Liebe (1913)
- Ein seltsames Gemälde, regia di Franz Hofer (1914)
- Die Rache der Thora West (1915)
- Kapital und Liebe (1915)
- Der Schmuck der Herzogin, regia di Siegfried Philippi (1916)
- Das Abenteuer einer Sängerin (1916)
- Ein Tropfen Gift, regia di Adolf Gärtner (1917)
- Das Gesicht am Fenster, regia di Rudolf Meinert (1917)
- Das Kreuz am See (1919)
- Sinnesrausch (1919)
- Tänzerin Tod, regia di Siegfried Philippi (1919)
- Zwischen Nacht und Morgen, regia di Siegfried Philippi (1920)
- Die Frau in den Wolken (1920)
- Im Banne der Suggestion (1920)
- Mord… die Tragödie des Hauses Garrick, regia di Siegfried Philippi (1920)
- Das schleichende Gift, regia di Siegfried Philippi (1920)
- Der Herr aus dem Zuchthaus, regia di Siegfried Philippi (1921)
- Die schwarze Spinne, regia di Siegfried Philippi (1921)
- Aus dem Schwarzbuche eines Polizeikommissars III / Betrogene Betrüger (1922)
- Gobseck, regia di Preben J. Rist (1923)
- Esterella (1923)
- Il mulino di San Souci, regia di Siegfried Philippi e Frederic Zelnik (1926)